# Doraemon: Nobita no supēsu hīrōzu
Série
Doraemon: Shin Nobita no daimakyō - Peko to 5-nin no tankentai
(2014) Doraemon: Shin Nobita no Nippon tanjō
(2016)
Pour plus de détails, voir Fiche technique et Distribution.
Doraemon: Nobita no supēsu hīrōzu (ドラえもん　のび太の宇宙英雄記（スペースヒーローズ), Doraemon: Les Héros dee l'espace de Nobita) est un film d'animation japonais réalisé par Yoshihiro Osugi, sorti le 7 mars 2015 au Japon. Il s'agit du 36e film tiré du manga Doraemon

## Fiche technique
- Titre : Doraemon: Nobita no supēsu hīrōzu
- Titre original : ドラえもん　のび太の宇宙英雄記（スペースヒーローズ）
- Titre anglais : Doraemon: Nobita's Space Heroes
- Réalisation : Yoshihiro Osugi
- Scénario : Higashi Shimizu d'après le manga de Fujiko F. Fujio
- Société de production : DR Movie, Studio Zone, Asatsu-DK, Film Content Development Company, Fujiko Productions, SK Broadband, Shin-Ei Animation, Shōgakukan et TV Asahi
- Pays :  Japon
- Genre : Animation, comédie de science-fiction
- Dates de sortie : 
  - Japon : 7 mars 2015

## Distribution
- Wasabi Mizuta : Doraemon
- Megumi Ohara : Nobita
- Yumi Kakazu : Shizuka
- Tomokazu Seki : Suneo
- Subaru Kimura : Gian
- Shihoko Hagino : Dekisugi
- Kotono Mitsuishi : Nobita's mother
- Mamiko Noto : Burger Director
- Marina Inoue : Aron
- Yuji Tanaka : Hyde
- Yutaka Furukawa : Ogon
- Alisa Mizuki : Meba
- Masachika Ichimura : Ikaros

## Musique
- Miwa - 360°